# Luka Juričić
Luka Juričić (Neustadt an der Aisch, 25 novembre 1996) è un calciatore bosniaco, attaccante del Borac Banja Luka.

## Carriera

### Club
Dopo aver esordito in patria con la maglia dello Široki Brijeg, nel 2019 si trasferisce al Sebenico, formazione croata con cui vince il campionato di seconda divisione. La stagione successiva, veste la maglia dello Željezničar.
Nell'estate del 2022, dopo una breve parentesi coreana con la maglia del Gimpo Citizen, firma per la formazione armena del P'yownik.

### Nazionale
Ha giocato nella nazionale bosniaca Under-21.

## Palmarès

### Club

#### Competizioni nazionali
- Coppa di Bosnia ed Erzegovina: 1

Široki Brijeg: 2016-2017
- Druga nogometna liga: 1

Sebenico: 2019-2020
- Campionato armeno: 1

P'yownik: 2023-2024